# Andrei Ursache
Andrei Ursache (n. 10 mai 1984, Valea Seacă, Neamț) este un jucător de rugby în XV profesionist român. Evoluează ca pilier. Este fratele cel mai mare lui Valentin Ursache, și el un jucător de rugby.

## Carieră
S-a născut în Valea Seacă, Neamț. S-a apucat de rugby în copilărie, împreună cu fratele său cel mai mic, Valentin, dar nu a încercat să-și dezvoltă cariera sportivă, preferând să-și ajute familia la munca pământului. Trebuie să devină un mecanic auto, dar la vârsta de 22 de ani s-a alăturat clubului din Arad la insistențele fratele lui, care juca în acest club. Aproape imediat Andrei a fost împrumut la Suceava. Un an mai târziu a semnat cu clubul italian Firenze, dar nu a găsit acolo condițiile promise și s-a întors rapid în țară, unde a semnat cu RCM Timișoara. În 2012 s-a angajat ca joker medical la clubul francez de Pro D2 US Carcassonne, datorită sprijinului lui Ovidiu Tonița.
Și a făcut debutul pentru echipa națională a României într-un meci de Cupa Europeană a Națiunilor împotriva Spaniei în februarie 2012. A fost convocat la Cupa Mondială de Rugby din 2015. De-a lungul carierei, a strâns 26 de selecții în naționala și a marcat zece puncte, înscriind doua eseuri.   

## Legături externe
- Statistice internaționale Arhivat în 6 octombrie 2015, la Wayback Machine. pe ESPN Scrum
- Statistice de club Arhivat în 28 septembrie 2015, la Wayback Machine. pe EPC Rugby